# Guy Gavriel Kay
Guy Gavriel Kay (ur. 7 listopada 1954 w Weyburn) – kanadyjski pisarz fantasy. Wiele jego powieści dzieje się w fikcyjnych krainach przypominających prawdziwe, historyczne miejsca, takie jak Konstantynopol za rządów Justyniana I lub Hiszpania za czasów El Cida.

## Życiorys
Urodził się w mieście Weyburn w prowincji Saskatchewan, zaś wychowywał się w Winnipeg w prowincji Manitoba. Kay poznał Christophera Tolkiena, gdy studiował na University of Manitoba. Gdy Tolkien potrzebował pomocy w redagowaniu nieopublikowanych dzieł swojego ojca, skontaktował się z Kayem, który przeniósł się w 1974 na Uniwersytet Oksfordzki, by współpracować z Tolkienem nad Silmarillionem.
W 1976 wrócił do Kanady i ukończył prawo na University of Toronto. Wtedy też zaczął pisać własne teksty i został głównym scenarzystą i współproducentem serialu radiowego The Scales of Justice.
W 1984 ukazała się pierwsza powieść fantasy Kaya, Letnie drzewo, pierwszy tom trylogii Fionavarski gobelin.
Nominowany parokrotnie do Nagrody World Fantasy otrzymał ją w roku 2008 za powieść Ysabel.

## Publikacje
- Fionavarski gobelin (The Fionavar Tapestry):
  - Letnie drzewo (The Summer Tree, 1984)
  - Wędrujący ogień (The Wandering Fire, 1985), zwycięzca nagrody  Aurora Awards w 1987[1]
  - Najmroczniejsza droga (The Darkest Road, 1986)
- Tigana (Tigana, 1990), rozgrywająca się w świecie bazowanym na renesansowych Włoszech
- Pieśń dla Arbonne (A Song for Arbonne 1992)
- Lwy Al-Rassanu (The Lions of Al-Rassan, 1995)
- Sarantyńska mozaika (The Sarantine Mosaic) inspirowana Bizancjum cesarza  Justyniana I Wielkiego
  - Pożeglować do Sarancjum (Sailing to Sarantium, 1998)
  - Władca cesarzy (Lord of Emperors, 2000)
- Beyond This Dark House, zbiór wierszy, (2003)
- Ostatnie promienie słońca (The Last Light of the Sun, 2004)
- Ysabel (2007)
- Under Heaven (2010)
- River of Stars (2013)
- Children of Earth and Sky (2016)